# Amoya
Amoya − rodzaj ryb z rodziny babkowatych.

## Klasyfikacja
Gatunki zaliczane do tego rodzaju:
- Amoya andhraensis
- Amoya chusanensis
- Amoya signata
- Amoya veliensis